# Walter Serno
Walter August Paul Serno (* 24. Oktober 1902 in Britz; † 23. Februar 1961 in Bremen) war ein deutscher SS-Sturmscharführer und als Kriminalsekretär Leiter der Politischen Abteilung im KZ Buchenwald.

## Leben
Serno schlug nach dem Abschluss seiner Schulzeit die Laufbahn eines Polizeibeamten ein. Von November 1924 bis Januar 1936 war er bei der Preußischen Schutzpolizei tätig. Danach war er zeitweise im Preußischen Kriegsministerium beschäftigt und wechselte dann ins Geheime Staatspolizeiamt nach Berlin. Dort qualifizierte sich Serno Anfang Juni 1937 für den mittleren Vollzugsdienst im sicherheitspolizeilichen Bereich. Ab Anfang April 1940 war Serno bei der Staatspolizeistelle Weimar tätig. Zum 1. Oktober 1941 trat er der SS bei (SS-Nummer 410.725). In Personalunion leitete Serno spätestens ab 1942 auch die Politische Abteilung im KZ Buchenwald bis zum April 1945. Serno bekleidete zudem innerhalb der Politischen Abteilung das Ressort kriminalpolizeiliche Ermittlungen und war Angehöriger des SD. Ab Anfang Februar 1941 stand er im Rang eines Kriminalsekretärs und SS-Sturmscharführers.
Serno soll polnische und russische Häftlinge mit einem Eisenlineal geschlagen haben.
Sernos Mitgliedschaft in der SS endete am 29. März 1943 aufgrund „SS-unwürdigen Verhaltens“. Serno hatte nach seiner Scheidung eine neun Jahre ältere Frau geehelicht, was von RFSS Heinrich Himmler moniert wurde. Dennoch behielt Serno seine polizeilichen Funktionen.
Über Sernos Nachkriegsschicksal ist nichts bekannt.

## Weblink
- Bild von Walter Serno